# Paardrijden

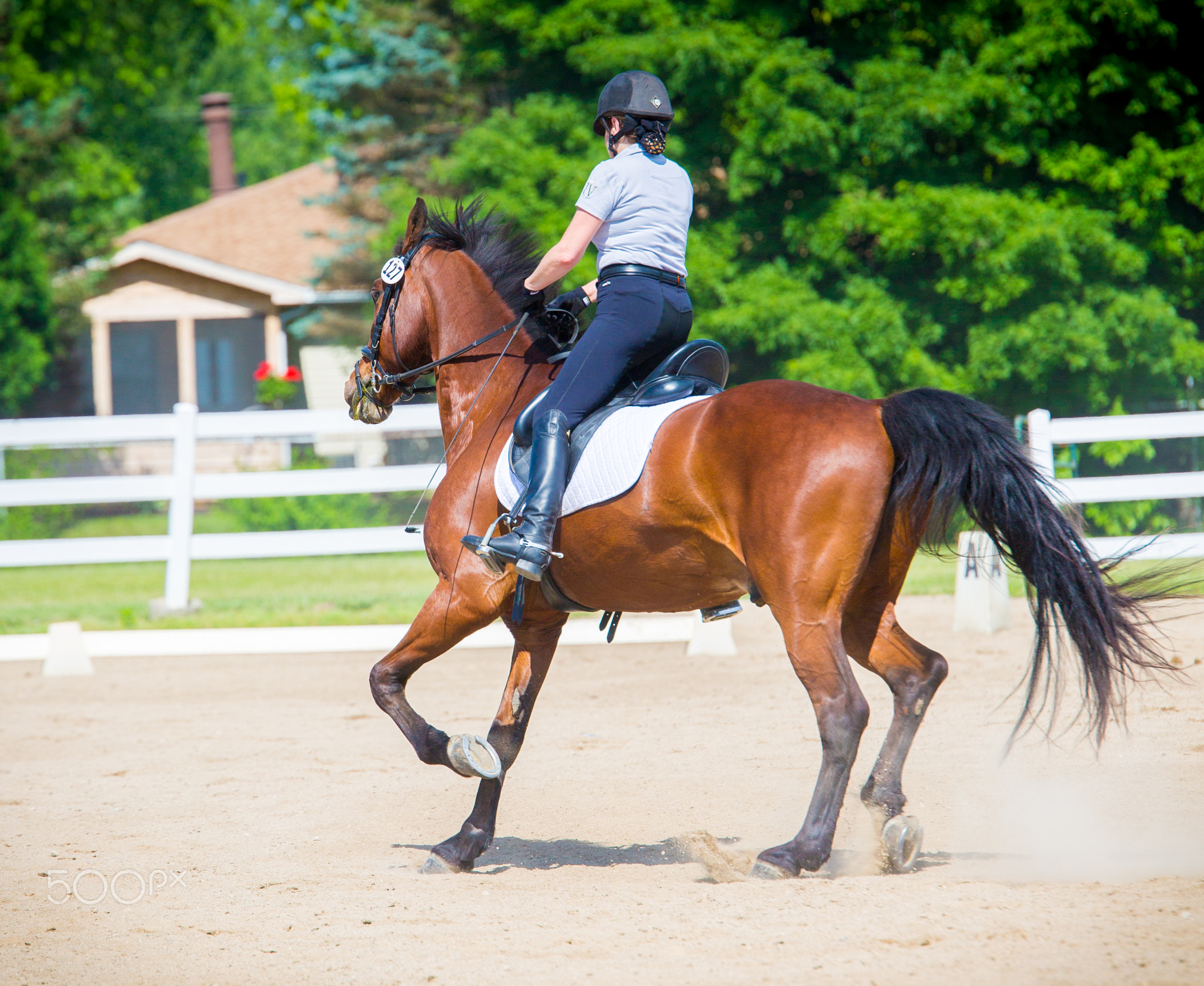
Paardrijder

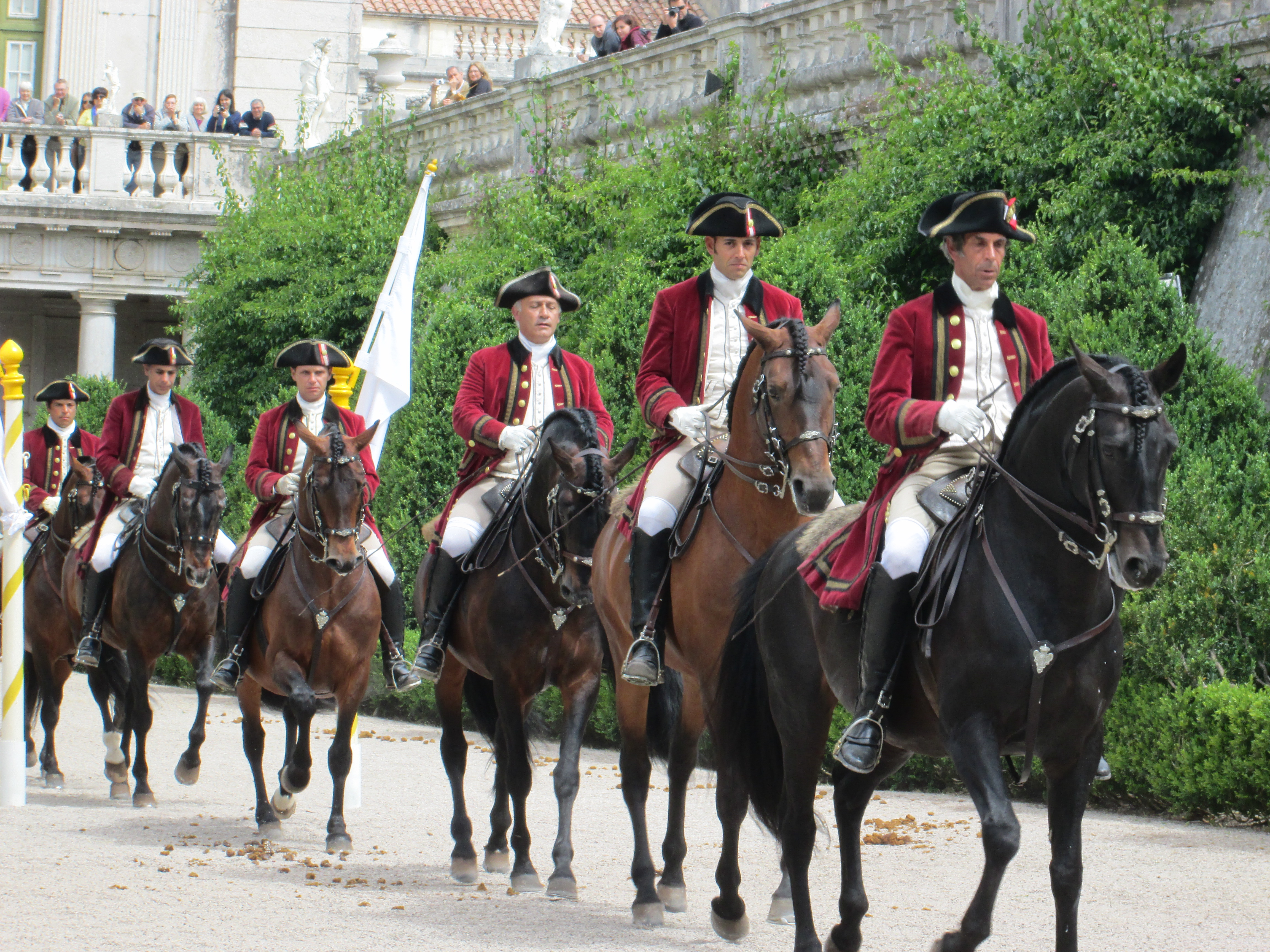
Lusitano-ruiters van de Portugese School voor Ruiterkunst, een van de "Grote Vier" meest prestigieuze rijacademies ter wereld, naast het Cadre Noir, de Spaanse Rijschool en de Koninklijke Andalusische School.

Paardrijden is het berijden van een paard door een persoon – de ruiter – die op de rug van het paard zit. Paardrijden kent een breed scala aan doeleinden en omvat het gebruik van paarden voor werk, transport, recreatieve activiteiten, artistieke of culturele uitoefeningen en competitiesport.
Wanneer een paard niet vanaf het paard 'bestuurd' wordt, maar vanaf een wagen die achter het paard gespannen is, spreekt men van mennen.

## Overzicht van ruiteractiviteiten

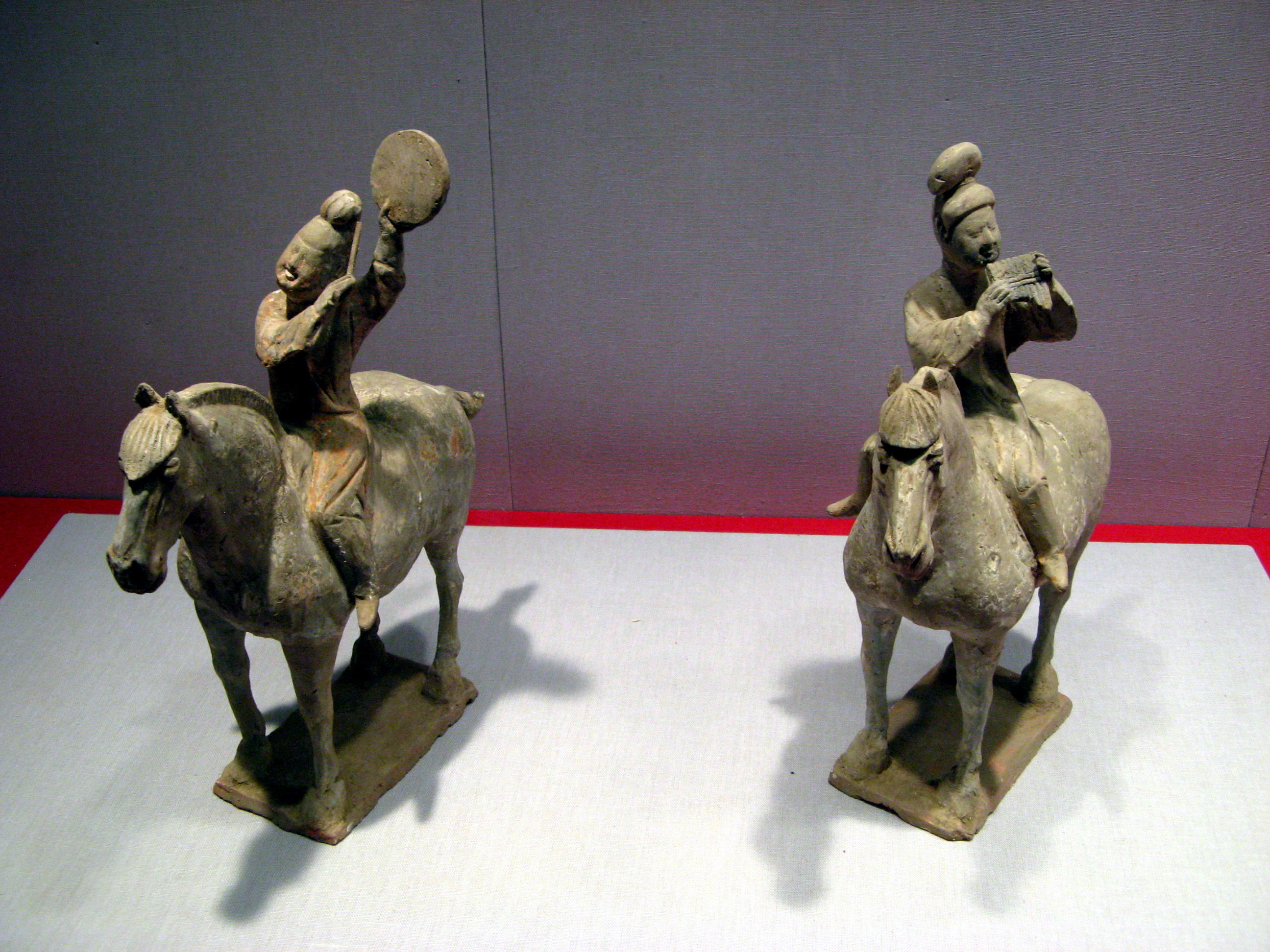
Muzikanten die paarden berijden, Tang-dynastie

Paarden worden nog altijd gebruikt voor het (snelle) transport van mensen. Paarden worden ook getraind en bereden voor praktische werkdoeleinden zoals voor politiewerk, voor het bijeen drijven van kuddedieren op een ranch of bij zoek- en reddingsacties te paard in onherbergzame gebieden.
Ze worden ook gebruikt in competitiesporten, waaronder dressuur, duurrijden, eventing, reining, springen, tentpegging, voltige, polo, paardenraces en rodeo. Sommige populaire competitievormen worden gegroepeerd op paardenshows, waar paarden optreden in een breed scala aan disciplines. Paarden (en andere paardachtigen zoals muilezels) worden ook gebruikt voor niet-competitief recreatief rijden, zoals de vossenjacht en trailrijden. In veel delen van de wereld is er openbare toegang tot paardenpaden; parken, ranches en openbare maneges bieden zowel begeleid als zelfstandig rijden aan. Paarden worden ook gebruikt voor therapeutische doeleinden, zowel in gespecialiseerde para-paardensportwedstrijden als bij niet-competitief rijden, om de menselijke fysieke en emotionele gezondheid te verbeteren.
Paarden worden verder gebruikt bij traditionele ceremonies (parades, begrafenissen) en bij historische heropvoeringen.

## Geschiedenis

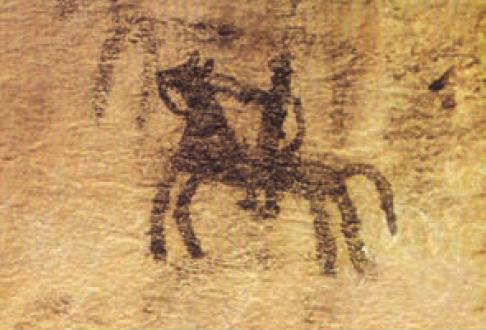
Prehistorische grotschildering van een paard en ruiter

Hoewel er onenigheid bestaat over de exacte datum waarop paarden werden gedomesticeerd en wanneer ze voor het eerst werden bereden, is de beste schatting dat paarden voor het eerst werden bereden rond 3500 voor Christus. Er zijn aanwijzingen dat mensen rond 3000 voor Christus, nabij de rivier de Dnjepr en de Don, bitten op paarden gebruikten, aangezien een hengst die daar begraven lag, tandslijtage vertoont die consistent is met het gebruik van een bit. Het meest ondubbelzinnige vroege archeologische bewijs dat paardachtigen voor werk werden ingezet, was echter van gemende paarden. Begraven strijdwagens rond 2500 voor Christus vormen het meest directe harde bewijs dat paarden als werkdieren werden gebruikt. In de oudheid werd de oorlog met strijdwagens opgevolgd door het gebruik van oorlogspaarden als lichte en zware cavalerie. Het paard speelde een belangrijke rol in de menselijke geschiedenis over de hele wereld, zowel in oorlogsvoering als in vreedzame bezigheden zoals transport, handel en landbouw. Paarden leefden in Noord-Amerika, maar stierven uit aan het einde van de ijstijd. Ze werden door Europese ontdekkingsreizigers teruggebracht naar Noord-Amerika, te beginnen met de tweede reis van Columbus in 1493.

## Uitrusting
Voor het rijden wordt er meestal een zadel op de rug van het paard geplaatst, enerzijds om de ruiter een comfortabele en veilige zit te geven, anderzijds om het gewicht van de ruiter zo gelijkmatig mogelijk over de rug van het paard te verdelen. Er zijn verschillende soorten zadels, afhankelijk van het beoogde gebruik. Om met het paard te kunnen werken, wordt er verder gebruik gemaakt van verschillende soorten tuig.
Daarnaast zijn er verschillende accessoires voor elke discipline. Accessoires voor het paard om de benen te beschermen, zoals hoefschoenen, beenkappen of bandages om de pezen, gewrichten en ligamenten te ondersteunen, zijn te vinden in bijna alle disciplines. Voor de ruiter bestaan er speciale rijbroeken, -laarzen en -helmen.

## Hulpen
Hulpen zijn de verschillende manieren waarop de ruiter instructies geeft aan het paard. Deze omvatten gewichtsverplaatsing, druk met de benen, teugels en de stem. Voor beïnvloeding worden ook hulpmiddelen als een zweep en sporen gebruikt.

## Paardenracen
Mensen lijken al heel lang de wens te hebben gehad om te weten welk paard of welke paarden het snelst zijn, en paardenraces hebben eeuwenoude wortels. Gokken op paardenraces lijkt hand in hand te gaan met het racen en heeft eveneens een lange geschiedenis. Volbloedpaarden hebben de reputatie bij uitstek om te racen, maar ook andere rassen racen.

### Soorten paardenraces
Volbloed paardenraces zijn wereldwijd de meest populaire vorm. In Groot-Brittannië staat het bekend als flat racing. De racebanen zijn over het algemeen vlak en hebben doorgaans een ovale vorm. Ook met andere lichte rassen wordt wereldwijd gespeeld. Bij steeplechasen wordt er geracet op een baan waarbij de paarden ook over obstakels springen. Het komt het meest voor in Groot-Brittannië, waar het ook wel National Hunt racing wordt genoemd.
Bij drafrennen wordt zowel met lichte als zware rassen en pony's aangespannen gespeeld aan een sulky, een klein, tweewielig karretje. De Standardbred domineert de sport in zowel draf- als gangvariëteiten.
Endurance-rijden vindt plaats over een bepaalde afgemeten afstand en de paarden hebben een gelijke start. Races op het hoogste niveau zijn gewoonlijk 80 tot 161 km (50 tot 100 mijl), over bergachtig of ander natuurlijk terrein, met geplande stops om de vitale functies van de paarden te meten, de gezondheid te controleren en te verifiëren of het paard geschikt is om verder te gaan. Het eerste paard dat finisht en door de dierenarts geschikt is bevonden om verder te gaan, is de winnaar. Ritten over een beperkte afstand van ongeveer 32 tot 40 km (20 tot 25 mijl) bestaan ook.

## Olympische disciplines
Paardensportevenementen werden voor het eerst opgenomen in de moderne Olympische Spelen in 1900. In 1912 maakten alle drie de Olympische disciplines die vandaag de dag nog steeds voorkomen, deel uit van de spelen. De volgende competitievormen worden wereldwijd erkend en maken deel uit van de paardensport op de Olympische Spelen. Ze vallen onder de regels van de Fédération Équestre Internationale (FEI).
- Dressuur omvat de progressieve training van het paard tot een hoog niveau van impuls, verzameling en gehoorzaamheid. Competitiedressuur heeft tot doel het paard, op verzoek, de natuurlijke bewegingen te laten uitvoeren die het zonder na te denken uitvoert als het losloopt.
- Springparcours omvat een getimed onderdeel dat wordt beoordeeld op basis van het vermogen van het paard en de ruiter om over een reeks hindernissen te springen, in een bepaalde volgorde en met zo min mogelijk weigeringen of omverwerpen van delen van de hindernissen.
- Eventing, voorheen ook wel military genoemd, combineert de gehoorzaamheid van de dressuur met het atletische vermogen van het springen, fitheid is vereist bij de cross country. Bij laatstgenoemde springen de paarden over vaste obstakels, zoals boomstammen, stenen muren, oevers, sloten en water, in een poging het parcours onder de "optimale tijd" af te leggen.

## Haute école
De haute école (Frans: "hoge school"), een gevorderd onderdeel van de klassieke dressuur, is een zeer verfijnde reeks vaardigheden die zelden in competitie wordt gebruikt, maar vaak wordt gezien bij demonstratieoptredens.
's Werelds toonaangevende klassieke dressuuropleidingen zijn die van:
- Het Cadre Noir in Saumur, Frankrijk.
- De Spaanse Rijschool in Wenen, Oostenrijk.
- De Portugese School voor Ruiterkunst in het Paleis van Queluz, Portugal.
- De Koninklijke Andalusische School voor Ruiterkunst in Jerez de la Frontera, Spanje.

Andere grote klassieke spelers zijn de Zuid-Afrikaanse Lipizzaners en de Hollandsche Manege in Nederland.

## Westernrijden

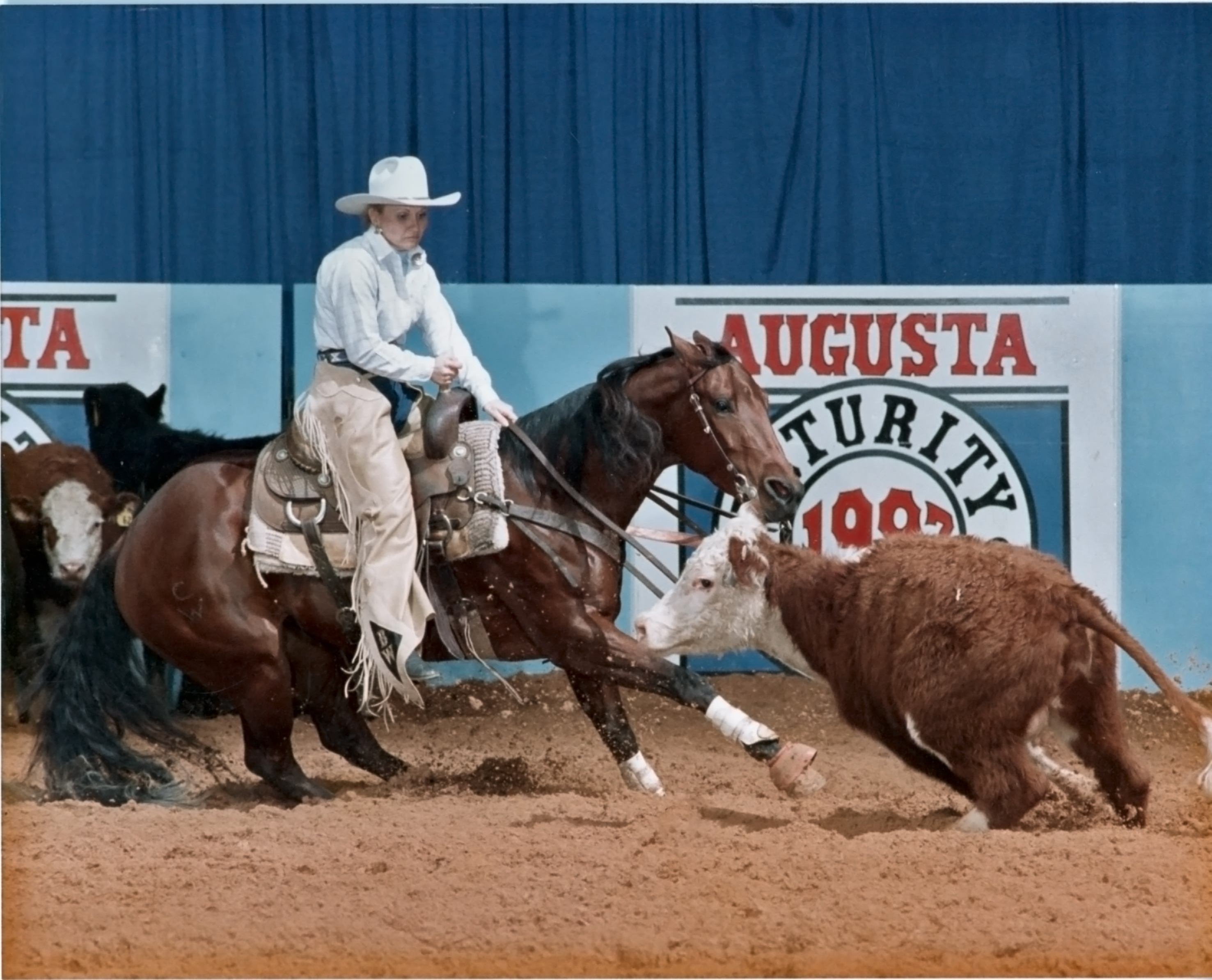
Western kleding en rijstijl

Het westernrijden is voortgekomen uit de tradities van veeteelt en oorlogvoering die door de Spaanse kolonisten naar de Amerika's zijn gebracht. Zowel de uitrusting als de rijstijl ontwikkelden zich om te voldoen aan de werkbehoeften van de cowboy op ranches in het Amerikaanse Westen.
Een opvallend kenmerk van paardrijden in westernstijl is het westernzadel, dat een aanzienlijke zadelboom heeft die paard en ruiter ondersteuning biedt tijdens lange uren in het zadel. Het westernzadel is voorzien van een prominente pommel met daarop een zadelknop (een knop die wordt gebruikt om de lasso aan vast te maken nadat een dier is gevangen) en brede stijgbeugels. De diepte van de zitting kan afhankelijk zijn van de activiteit; een diepere zitting die wordt gebruikt voor barrel racing of cutting of een meer ondiepe zitting voor algemeen rijden.

## Aangespannen

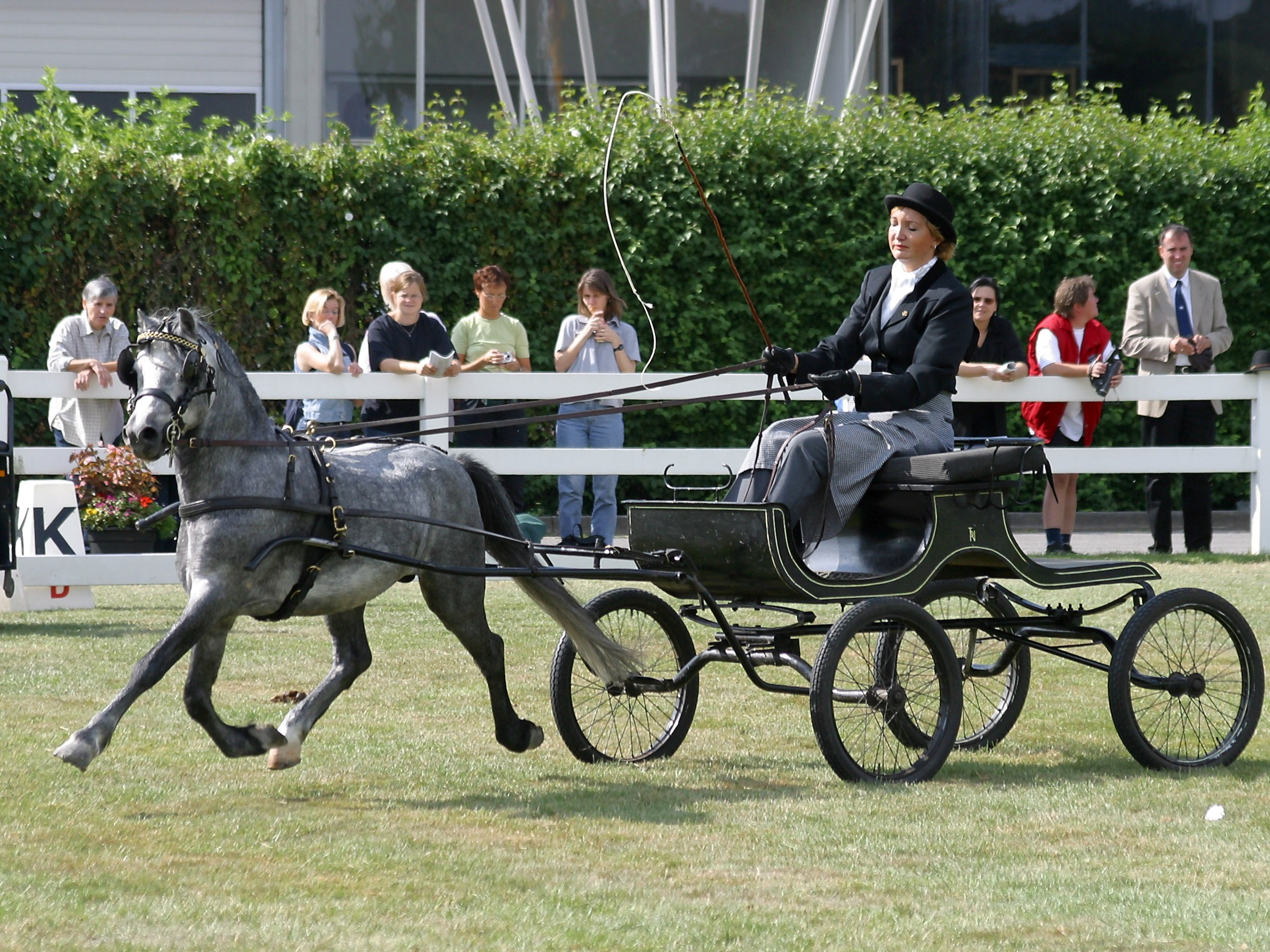
Een Welsh pony in tuig

Paarden, pony's, muilezels en ezels worden op verschillende manieren aangespannen voortgedreven. Voor werkdoeleinden kunnen ze een ploeg of ander landbouwwerktuig trekken dat is ontworpen om door dieren te worden getrokken. In delen van de wereld trekken ze nog steeds wagens voor basisvervoer. Ze kunnen rijtuigen trekken bij ceremonies, optochten of voor toeristische ritten.
In de mensport bestaan er verschillende disciplines. Zo kunnen paarden racen in tuig en een zeer lichtgewicht kar trekken die bekend staat als een sulky. Aan de andere kant van het spectrum strijden sommige trekpaarden in paardentrekwedstrijden, waarbij individuele paarden of teams van paarden en hun menners strijden om te bepalen wie het meeste gewicht kan trekken over een korte afstand.

## Rodeo
Rodeo is een sportevenement met paarden en ander vee, bedoeld om de vaardigheid en snelheid van de cowboys en cowgirls te testen.
Onderdelen van rodeo-evenementen zijn onder andere barrel racing en pole bending – getimede snelheids- en behendigheidsonderdelen die ook te zien zijn in gymkhana-competities. Bij een barrel race galopperen paard en ruiter rond een klaverbladpatroon van tonnen, waarbij ze behendig bochten moeten maken zonder de tonnen omver te stoten. Bij pole bending rennen paard en ruiter over de lengte van een lijn van zes rechtopstaande palen, maken een scherpe bocht en zigzaggen door de palen, draaien opnieuw en zigzaggen terug, en keren dan terug naar de start.
Een ander rodeo-onderdeel is steer wrestling, ook bekend als bulldogging. Dit is een onderdeel waarbij de ruiter van zijn paard op een stier springt en het tegen de grond 'worstelt' door het bij de hoorns te grijpen.

### Roping
Roping omvat een aantal onderdelen die zijn gebaseerd op de echte taken van een werkende cowboy, die vaak kalveren en volwassen vee moest vangen voor brandmerken, medische behandeling en andere doeleinden. Een lasso wordt over de kop van een kalf of de hoorns van volwassen vee geworpen, en het dier wordt vastgehouden op een manier die wordt bepaald door zijn grootte en leeftijd.

### Rough stock
In Bronc riding zijn er twee divisies: bareback bronc riding, waarbij de berijder op een bokkend paard rijdt terwijl die met slechts één hand een tuigage vasthoudt, en saddle bronc riding, waarbij de berijder op een aangepast westernzadel rijdt zonder zadelknop (voor de veiligheid) terwijl die zich vasthoudt aan een touw dat aan het halster van het paard is bevestigd.
Bull riding is soortgelijk. Hoewel technisch gezien geen paardensportevenement, aangezien de cowboys op volwassen stieren rijden in plaats van op paarden, zijn vaardigheden vereist die vergelijkbaar zijn met bareback bronc riding.

## Andere paardrijactiviteiten

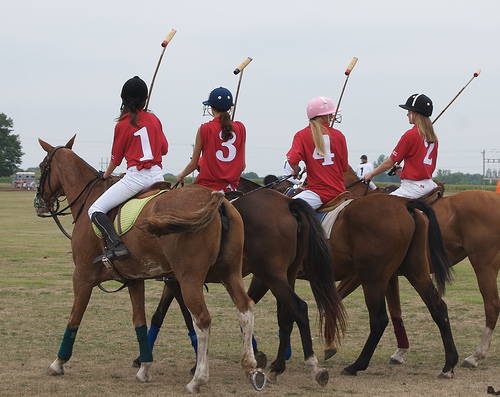
Meiden en hun paarden bereiden zich voor op een polo-wedstrijd

Er zijn wereldwijd veel andere vormen van paardrijden, zowel in competitieve evenementen als recreatieve paardrijactiviteiten.
- Polo, een teamspel dat op paarden wordt gespeeld. Hierbij gebruiken ruiters een soort hamer met lange steel om een bal op de grond in het doel van de tegenstander te slaan, terwijl de tegenstander hun doel verdedigt.
- Voltige, acrobatiek verricht op een bewegend paard.
- Buzkashi, een sport die zijn oorsprong vindt op de steppen van Centraal-Azië. Het is de nationale sport van Afghanistan en Kirgizië.
- Horseball, een balsport gespeeld op paarden.
- Tentpegging, cavaleriesport van eeuwenoude oorsprong.
- Gymkhana, behendigheidssport waarbij je een parcours aflegt, ook bekend als O-Mok-See in het westen van de Verenigde Staten.